# Когтеточка

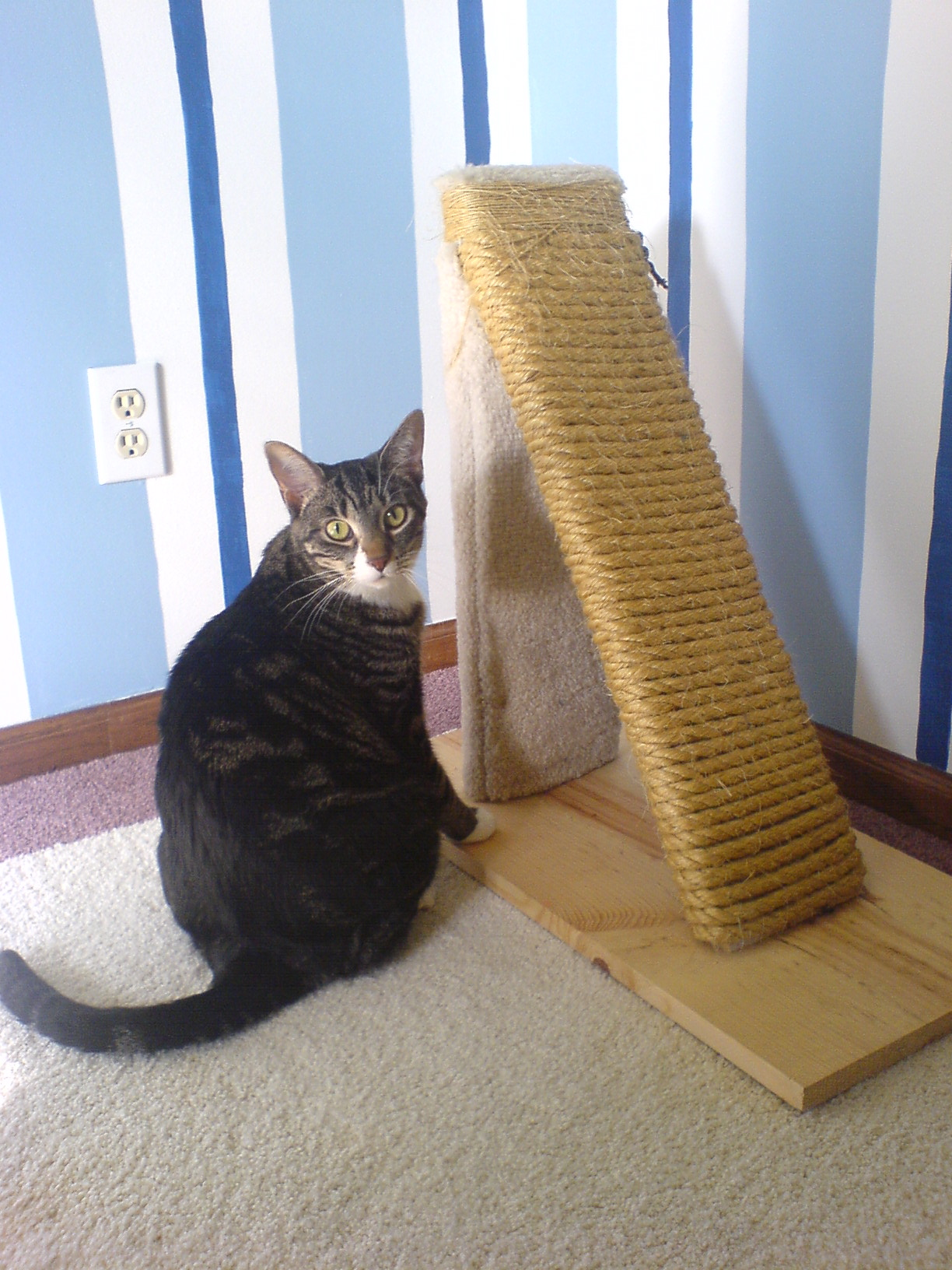
Самодельная когтеточка для кошки

Когтето́чка — деревянный столбик, доска или более сложная поверхность, обитая грубым материалом, которую устанавливают владельцы кошек, чтобы питомцы могли их царапать и таким образом точить свои когти. Кошкам присуща естественная потребность царапать когтями: это действие помогает им удалить отмершие слои с когтей и пометить территорию пахучими железами на лапах. Домашние кошки могут направлять это стремление на мебель и обивку, поэтому их приучают использовать когтеточки.

## Устройство и использование
Самый распространенный тип когтеточки представляет собой деревянный столбик высотой примерно 60—90 см, покрытый грубой тканью или сизалем. Столбик устанавливают вертикально на широком основании, что позволяет кошке вытягиваться вверх на задних лапах и свободно царапать когтеточку, не опрокидывая её. Неустойчивая или не позволяющая кошке полностью вытянуться когтеточка может отпугнуть её. Поверхность когтеточки может быть различной: столбик можно плотно обмотать сизалевой веревкой, обивочной тканью или ковром на джутовой основе. Многие владельцы домашних животных утверждают, что им приходилось экспериментировать с разными поверхностями, чтобы найти наиболее привлекательную для их питомцев. Другие типы когтеточек более сложны, с несколькими уровнями горизонтальных платформ для лазания и уютными пещерными пространствами, где кошки могут спрятаться. Очень высокие когтеточки часто называют кошачьими деревьями. Они могут иметь вертикальный натяжной стержень, доходящий до потолка и обеспечивающий дополнительную устойчивость.
Меньшие поверхности для царапания могут состоять из чего-то столь же простого, как перевернутый кусок ковра или плоская подушка из сизаля с петлей, чтобы её можно было повесить на дверную ручку. Может подойти и гофрированный картон. Когтеточки могут быть вертикальными или горизонтальными. Это будет зависеть от того, что кошка любит царапать.
Когтеточки можно купить в большинстве зоомагазинов или в интернете, но многие делают их самостоятельно.
Во избежание повреждения мебели очень важно кошку, живущую в квартире, как можно раньше приучить к когтеточке. Многие хозяева ограничиваются изготовлением или приобретением когтеточки, однако часто этого оказывается недостаточно, и кошку приходится постепенно приучать к ней, придумывая разные способы мотивации. Например, некоторые владельцы используют кошачью мяту, чтобы привлечь своего питомца к пользованию когтеточкой.

## Виды когтеточек

### Когтеточка-столбик
Самая распространённая когтеточка ввиду своей простоты, практичности и доступности по цене. Основание может изготавливаться из ДСП, ДВП или натурального дерева. В качестве покрытия для столба используются канат, сизаль или джут.

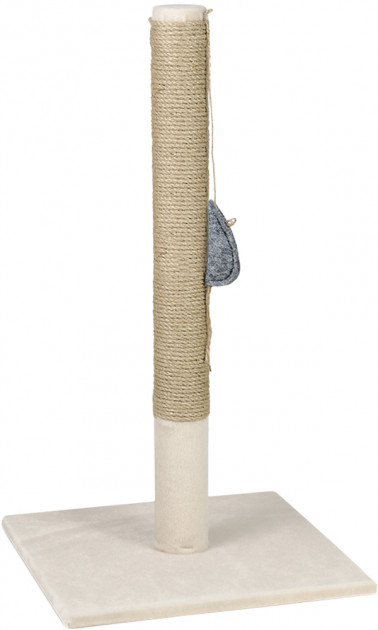
Когтеточка-столбик
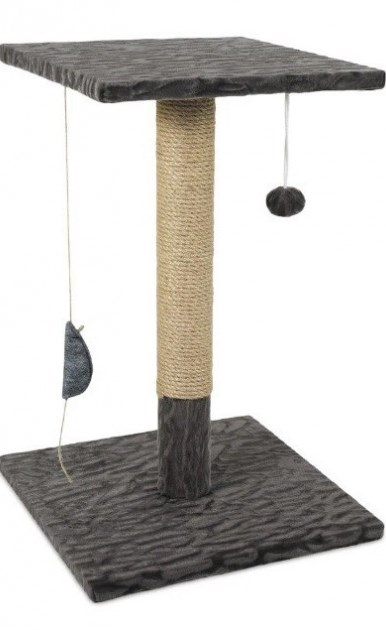
Когтеточка-столбик с лежанкой

### Напольная когтеточка
Эти когтеточки кладутся на пол в любом удобном месте. Подвидов здесь может быть предостаточно: дряпка-коврик, сизалевая рогожка, доска обитая тканью, трамплины и прочие.

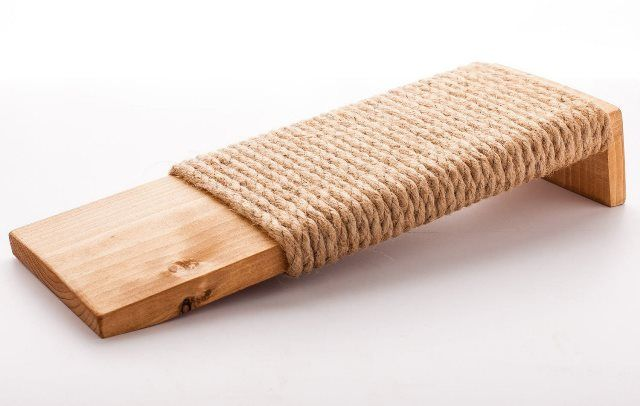
Напольная когтеточка

### Когтеточка-лежанка
Такие когтеточки выполняют также функцию спального места или лежанки. Такие лежанки хорошо вписываются в интерьер жилища.

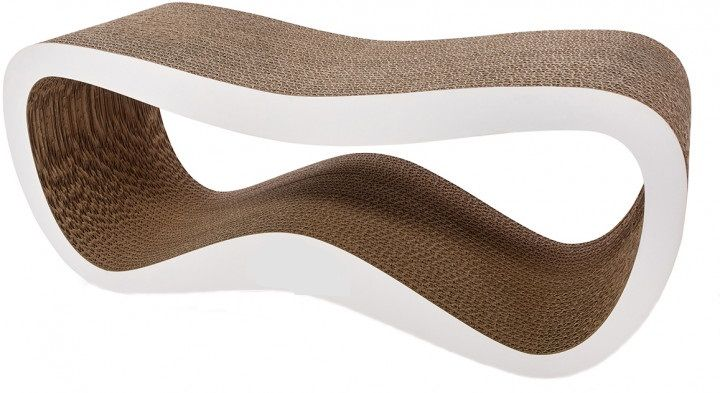
Фигурная когтеточка-лежанка из гофрокартона

### Настенная когтеточка
Довольно популярный тип когтеточек ввиду своей компактности. Существует две вариации: настенная по одной плоскости и угловая (в двух плоскостях).
Такие когтеточки выполнены в форме прямоугольного листа или доски обмотанной сизалем, джутом, мехом. Обычно крепятся на стену или мебель с использованием петель и винтов.

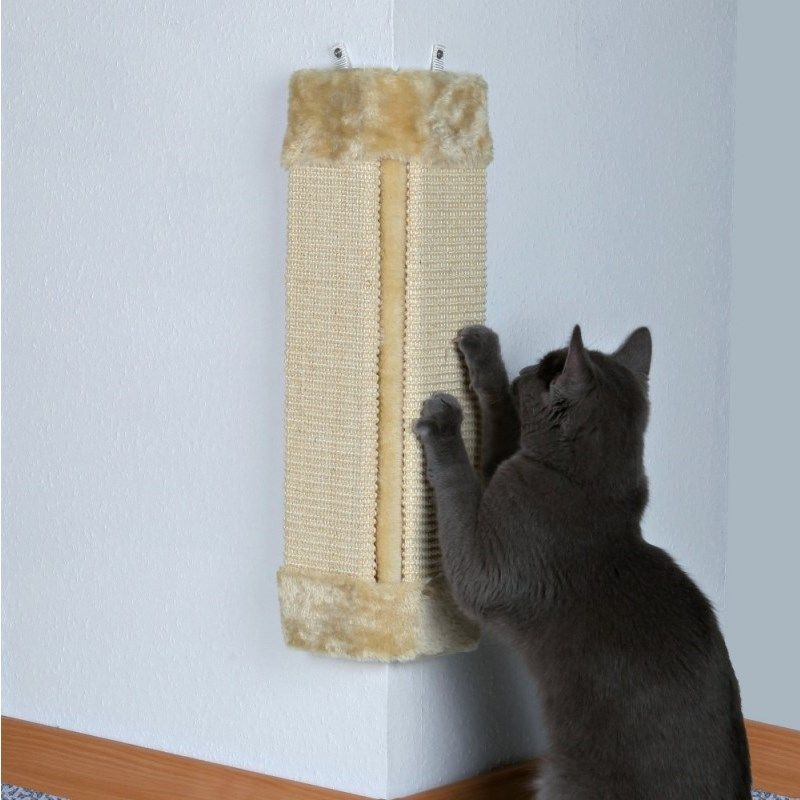
Настенная угловая когтеточка

### Когтеточка-полка
Это необычное решение, которое подходит для кошек, любящих высоту. Такие полки особенно имеют смысл для тех семей, у которых есть еще и другие животные, например, собаки.

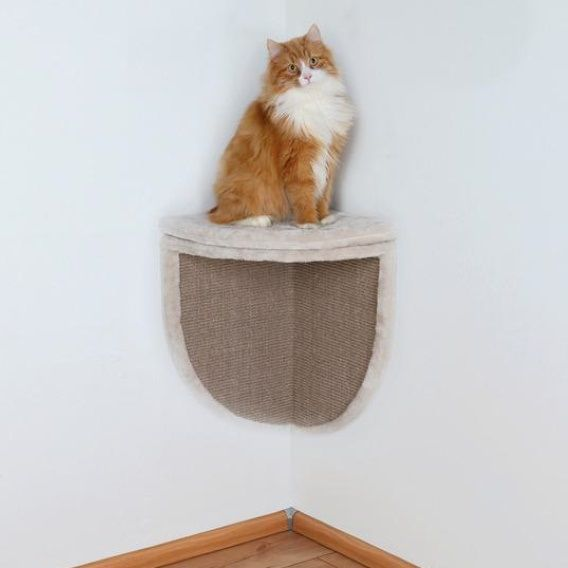
Когтеточка-полка

### Комплексы
Выбор и разнообразие комплексов довольно велик: начиная от простых вариаций и заканчивая сложными конструкциями в несколько квадратных метров.

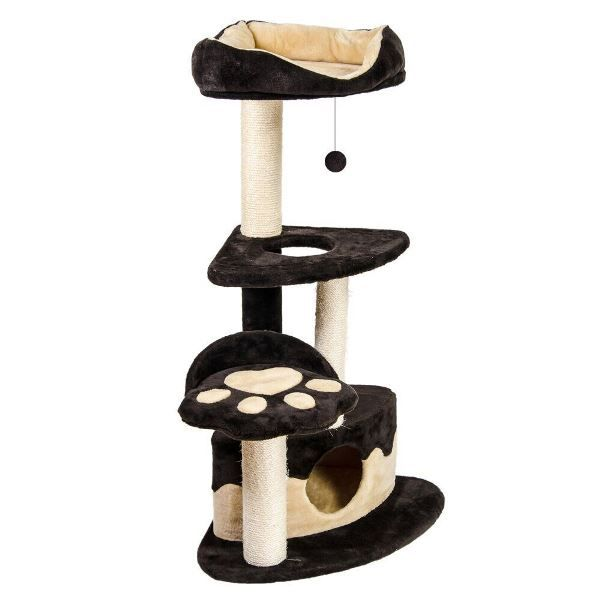
Когтеточка-комплекс

### Игрушки-когтеточки
Ещё одним типом когтеточек являются всевозможные небольшие игрушки. Соответственно, это могут быть мячики из хлопка, шары, фигурные пластмассовые или деревянные досточки. Главное, чтобы они содержали покрытие, о которое можно точить когти.

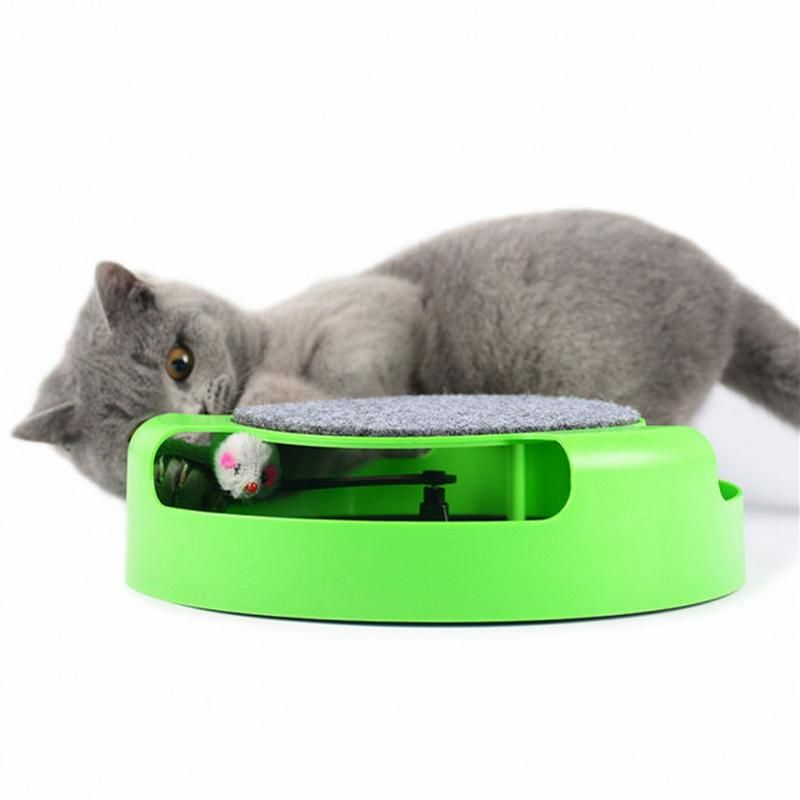
Когтеточка-игрушка картонная

## Галерея

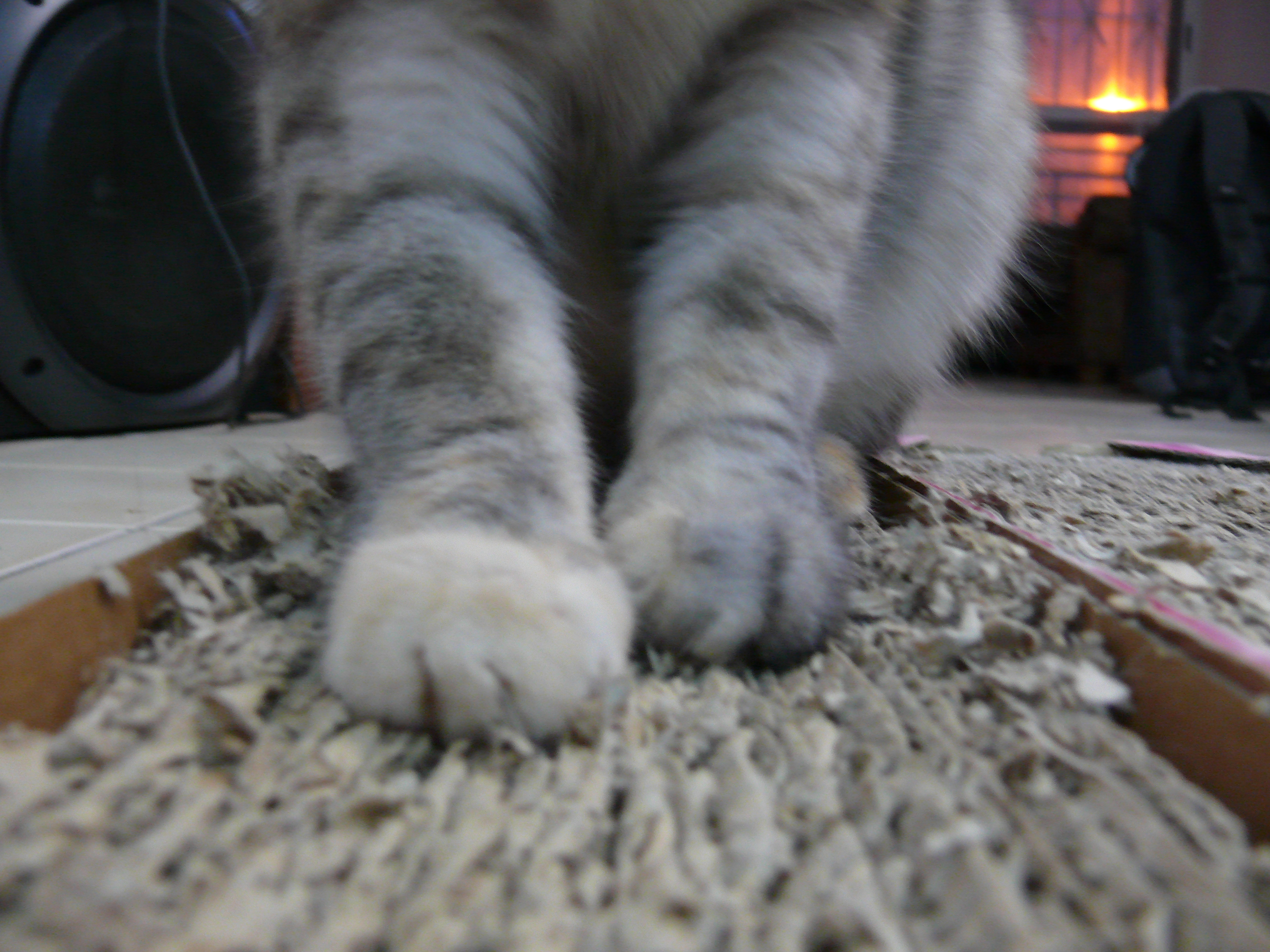
Когтеточка из гофрированного картона
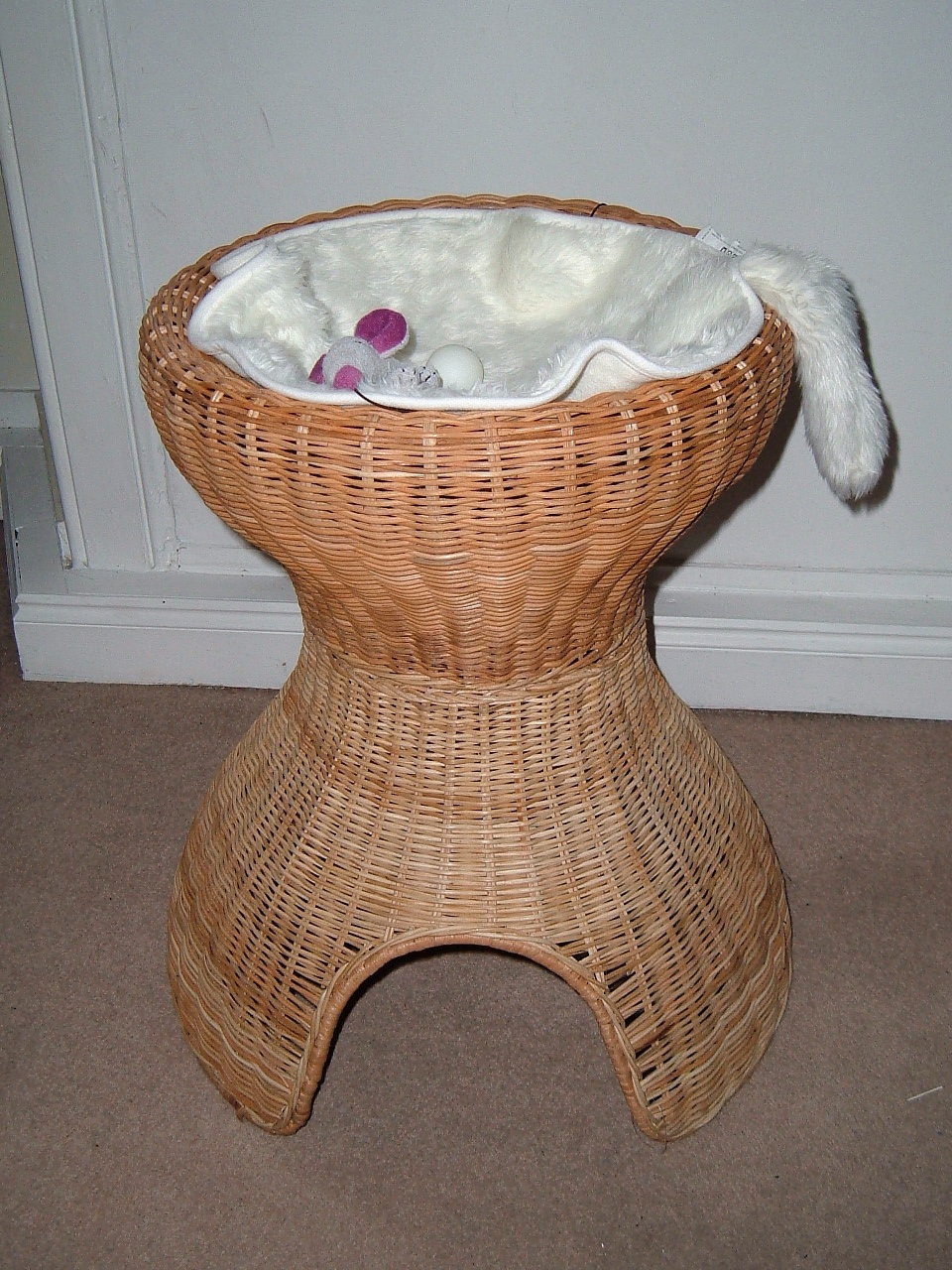
Когтеточка в форме корзины
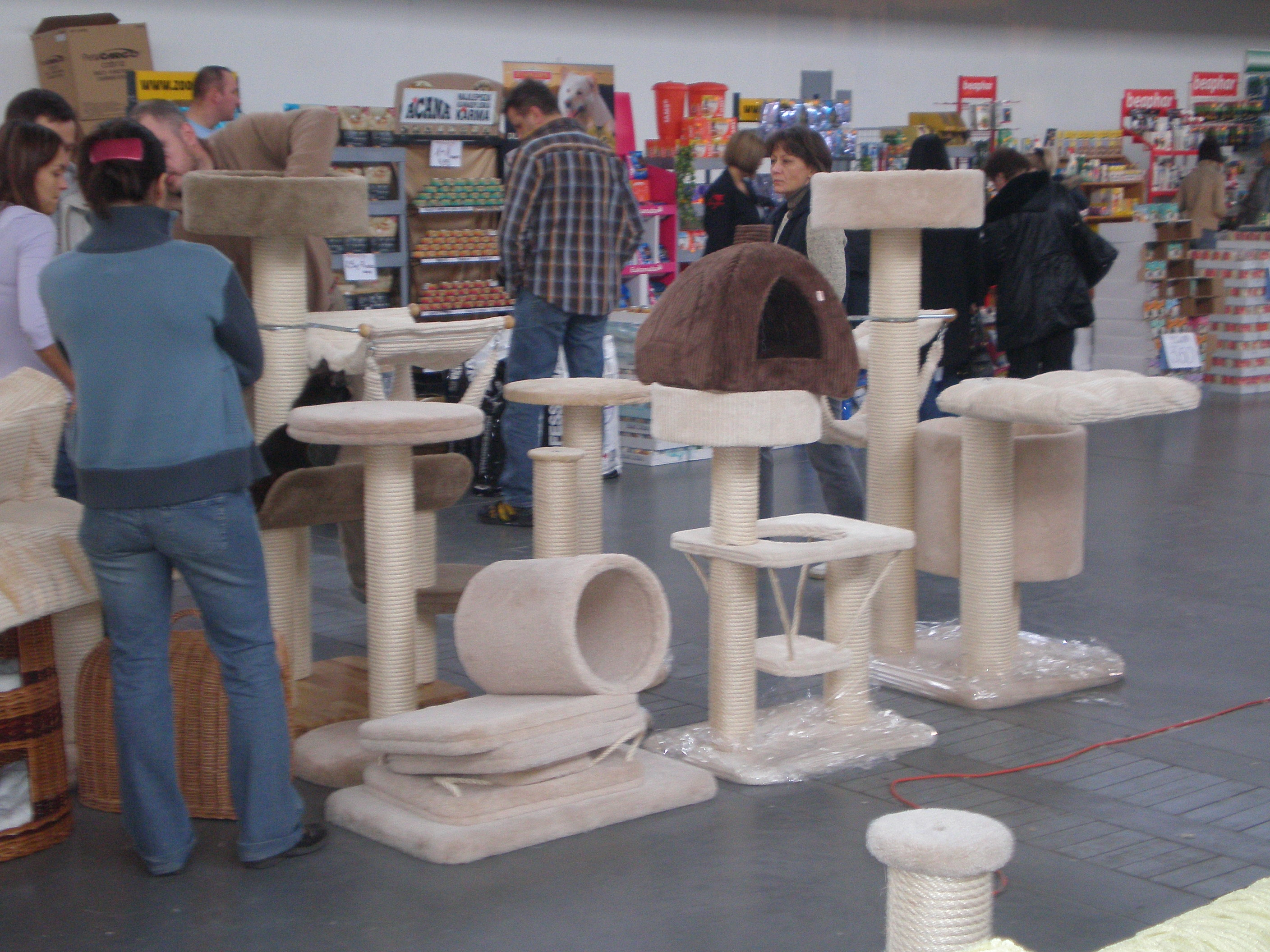
Разнообразие когтеточек на кошачьей выставке
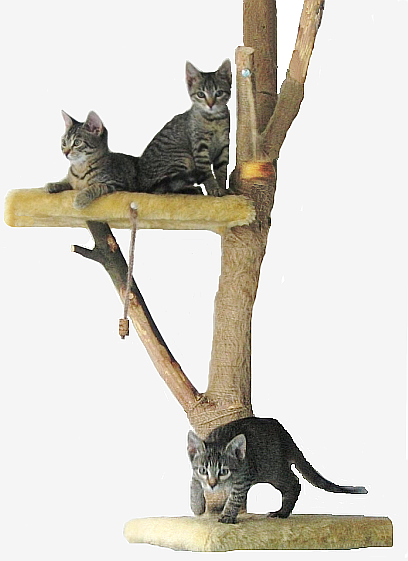
Ствол дерева в качестве когтеточки
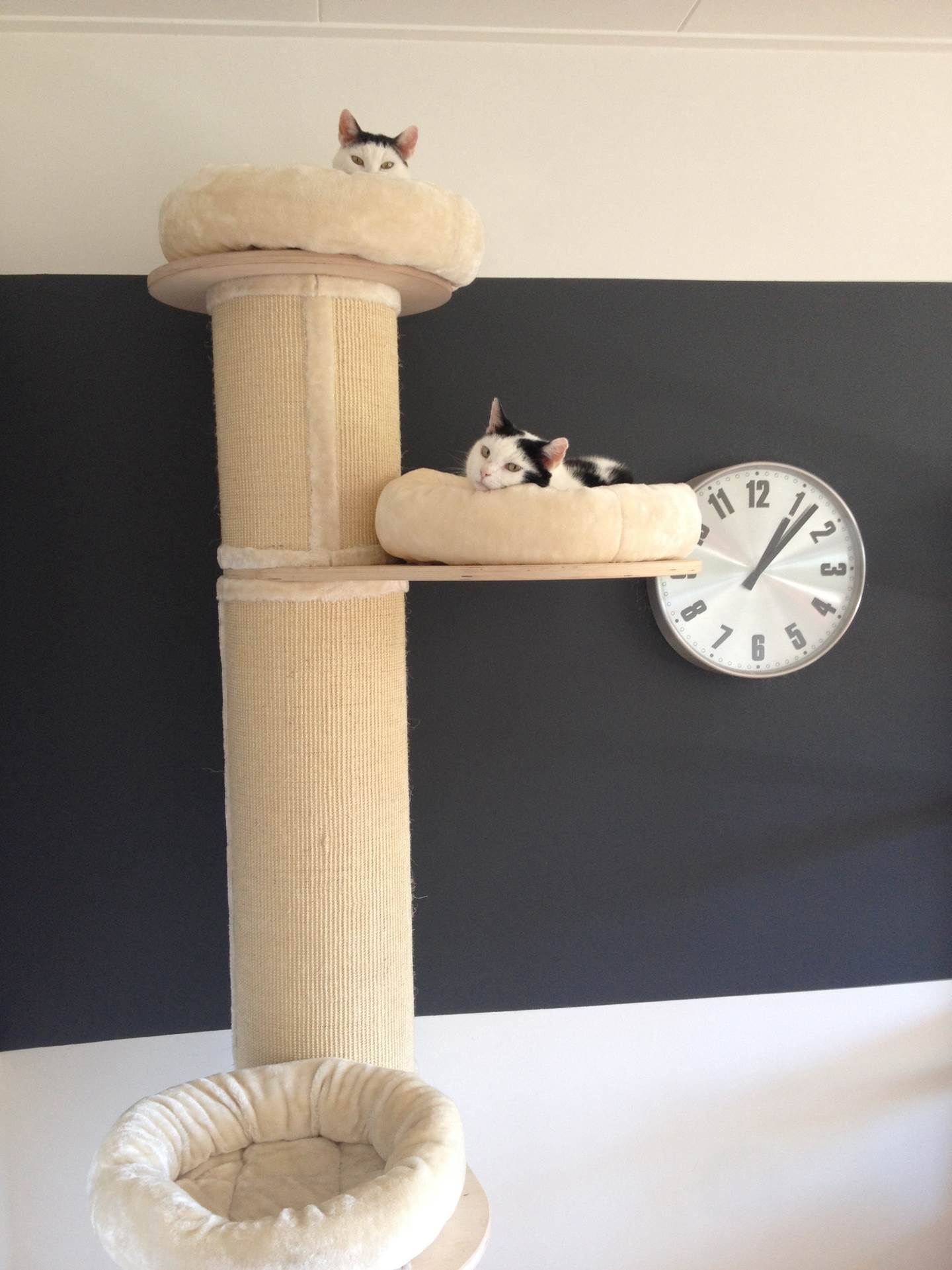
Кошачье дерево с двумя домашними кошками